# Hypobromige Säure
Als Hypobromige Säure, veraltet auch Unterbromige Säure, wird die Sauerstoffsäure des Broms in der Oxidationsstufe +1 mit der Summenformel HBrO bezeichnet. Sie ist nur in Lösung beständig und kann nicht rein erhalten werden. Ihre Salze und Ester werden als Hypobromite bezeichnet.

## Gewinnung und Darstellung
Hypobromige Säure wird durch Disproportionierung von molekularem Brom in Wasser erhalten. 
{\displaystyle \mathrm {Br_{2}+H_{2}O\longrightarrow HBrO+HBr} }
Um das Gleichgewicht, das auf der linken Seite liegt, in die gewünschte Richtung zu verschieben, wird der entstehende Bromwasserstoff mit einem Überschuss Quecksilber(II)-oxid abgefangen:
{\displaystyle \mathrm {2\ Br_{2}+3\ HgO+H_{2}O\longrightarrow HgBr_{2}+2\ HgO+2\ HBrO} }
HgBr2 und HgO bilden zusammen Quecksilberoxidbromid HgBr2·2 HgO.
Die hierbei entstehende Lösung der Hypobromigen Säure lässt sich nur bis zu einem Gehalt von 6 % anreichern.

## Eigenschaften
Hypobromige Säure bildet, ebenso wir ihre Salze, gelb gefärbte Lösungen von aromatischem Geruch. Die Säure und ihre Salze sind unbeständig und neigen zur Disproportionierung in Bromwasserstoffsäure und Bromsäure beziehungsweise in Bromid und Bromat. Herstellung und Aufbewahrung müssen daher bei 0 °C erfolgen.
{\displaystyle \mathrm {3\ HBrO\longrightarrow 2\ HBr+HBrO_{3}} }
Sie ist eine schwache Säure und ein kräftiges Oxidationsmittel. In saurer Lösung beträgt das Normalpotential für das Paar HBrO/Br− +1,34 V.

## Verwendung
Aufgrund ihrer oxidierenden Eigenschaft finden Hypobromitlösungen Anwendung als Bleich- und Oxidations- (Alkalihypobromite) und Desinfektionsmittel. Die besten Ergebnisse werden hierbei erzielt, wenn sie in Kombination mit der homologen Hypochlorigen Säure verwendet wird.